# Macrohomotoma gladiatum
Macrohomotoma gladiatum är en insektsart som beskrevs av Shinji Kuwayama 1908. Macrohomotoma gladiatum ingår i släktet Macrohomotoma och familjen Homotomidae. Inga underarter finns listade i Catalogue of Life.